# Station Mszana Dolna Marki
Station Mszana Dolna Marki is een spoorwegstation in de Poolse plaats Mszana Dolna.